# ناوشکن کلاس کوروش
| Kidd-class destroyer · ناوشکن کلاس کوروش ایالات متحده آمریکا · | Kidd-class destroyer · ناوشکن کلاس کوروش ایالات متحده آمریکا ·                 |
| -------------------------------------------------------------- | ------------------------------------------------------------------------------ |
| دو ناوشکن کی لونگ در تایوان                                    |                                                                                |
| اطلاعات کلی                                                    |                                                                                |
| برگرفته از نام                                                 | کلاس اسپروونس                                                                  |
| نوع کشتی                                                       | ناوشکن                                                                         |
| کلاس                                                           | کلاس کوروش کید در آمریکا، کی لونگ در تایوان                                    |
| کشور سازنده                                                    | ایالات متحده آمریکا                                                            |
| ساخت کارخانه                                                   | کارخانه کشتی‌سازی اینگالس میسیسیپی                                              |
| تاریخ سفارش                                                    | ۱۹۷۴                                                                           |
| مشخصات                                                         |                                                                                |
| طول کشتی                                                       | ۱۷۲ متر                                                                        |
| پهنای بدنه                                                     | ۱۷ متر                                                                         |
| بارگیری استاندارد                                              | ۷۲۸۹ تن                                                                        |
| حداکثر ظرفیت بارگیری                                           | ۹۷۸۳ تن                                                                        |
| نوع موتور                                                      | ۴ موتور توربین گاز جنرال الکتریک ال‌ام۲۵۰۰ به قدرت ۸۰ هزار اسب بخار (۶۰ مگاوات) |
| تعداد خدمه                                                     | ۲۸ افسر و ۳۲۰ سرباز                                                            |
| سرعت                                                           | ۳۳ گره (۶۱ کیلومتر در ساعت)                                                    |
| برد عملیاتی                                                    | ۱۱۰۰۰ کیلومتر با سرعت ۳۷ ک‌م ۶۱۰۰ کیلومتر با سرعت ۵۶ ک‌م                         |
| جنگ‌افزارها                                                     |                                                                                |
| توپخانه                                                        | ۲ × توپ ۱۲۷ میلیمتری (پنج اینچی)                                               |
| سیستم موشکی                                                    | ۲ لانچر چهارتایی موشک هارپون                                                   |
| توپخانه ضدهوایی                                                | سامانه دفاع نزدیک دریایی فالانکس                                               |
| موشک دفاع هوایی                                                | دو لانچر ام‌کا-۲۶ برای ریم-۶۶ استاندارد                                         |
| جنگ الکترونیک                                                  | AN/SLQ-32(V)3 OUTBOARD II EW Suite                                             |
| هواگردهای قابل حمل                                             | آشیانه برای دو هلیکوپتر وزن متوسط (اس‌اچ-۶۰)                                    |
| سرنوشت                                                         |                                                                                |

ناوشکن کلاس کوروش کلاس اصلاح‌شده و پیشرفته‌تری از ناوشکن‌های آمریکایی کلاس اسپروونس بود که به سفارش سال ۱۹۷۴ ایران تولید شدند. این ناوشکن‌ها در سال ۱۹۷۸ به آب انداخته شدند اما در پی وقوع انقلاب ۱۳۵۷ قرارداد خرید آن‌ها لغو شد و نیروی دریایی آمریکا آن‌ها را با نام رسمی ناوشکن کلاس کید (به انگلیسی: Kidd-class destroyer) به خدمت خود درآورد. هرچند ملوانان آمریکایی در زبان محاوره‌ای آن‌ها را ناوشکن‌های کلاس آیت‌الله می‌نامیدند.

ناوشکن‌های کلاس کوروش سنگین‌ترین ناوشکن‌های قرن بیستم و پرقدرت‌ترین ناوشکن‌های چندمنظوره‌ای هستند که تاکنون ساخته شده‌اند. در مقایسه با کلاس اسپروونس که بیشتر یک ناوشکن تخصصی ضدزیردریایی بود، ناوشکن‌های کلاس کوروش شناورهای جنگی چندمنظوره‌ای محسوب می‌شدند که قدرت جابجایی آن‌ها به ۹۷۸۳ تن افزایش یافته و از سیستم‌های جنگی پیشرفته‌تری بهره‌مند بودند. این شناورهای جنگی با همان بدنه ناوشکن‌های کلاس اسپروونس ساخته شده بودند و هرچند قابلیت‌های تهاجمی گسترده کلاس اسپروونس را نداشتند اما قابلیت‌های پدافند هوایی آن‌ها تقویت شده بود و توانایی‌های سیستم‌های جنگی رزمناوهای کلاس ویرجینیا را با کیفیت‌های جنگی ضدزیردریایی اثبات‌شده کلاس اسپروونس ترکیب کرده بودند.
ناوشکن‌های کلاس کوروش برای عملیات در آب‌های خلیج فارس ساخته شده و از سیستم‌های تصفیه و هواکش پیشرفته‌ای برای دوام آوردن در محیط پرگردوخاک منطقه خلیج فارس همراه با توانایی تهویه هوای مطبوع قابل توجهی بهره‌مند بودند. موشک‌های دفاع هوایی ریم-۶۶ استاندارد آن‌ها می‌توانست با استفاده از سامانه یکپارچه دفاعی ایجس شلیک شود و رادارهای دفاع هوایی این شناورهای جنگی به آن‌ها اجازه فرماندهی عملیات در یک منطقه وسیع اقیانوسی را می‌داد. این ناوشکن‌ها با داشتن دو توپ ۱۲۷ میلی‌متری توانایی خوبی برای پشتیبانی از عملیات‌های آبی خاکی داشتند.
ناوشکن‌های کلاس کید در اواخر دهه ۱۹۹۰ از نیروی دریایی آمریکا کنار گذاشته شدند. مذاکرات برای فروش آنها به استرالیا و یونان بی‌نتیجه ماند اما در سال ۲۰۰۱ قرارداد فروش هر چهار فروند آن‌ها به تایوان امضا شد. این کشتی‌ها به قیمت مجموع ۷۳۲ میلیون دلار (با ارتقای سخت‌افزاری، اورهال، هزینه فعال‌سازی مجدد و آموزش) و با ظرفیت کاهش‌یافته خشاب موشکی (۱۴۸ موشک دفاع هوایی اس‌ام-۲ بلاک۳آ و ۳۲ موشک ضدکشتی هارپون آرجی‌ام-۸۴ال بلاک ۲) در سال‌های ۶-۲۰۰۵ به تایوان تحویل داده شدند و تا به امروز با نام «ناوشکن‌های کلاس کی لونگ» در خدمت نیروی دریایی این کشور هستند.